# Kalifornijska lepezasta palma
Kalifornijska lepezasta palma (Končasta vašingtonija, lat. Washingtonia filifera) Washingtonia filifera, također poznata kao pustinjska lepezasta palma ili kalifornijska lepezasta palma ili kalifornijska palma, cvjetnica je iz porodice palmi (Arecaceae), a porijeklom je iz jugozapadnog SAD-a i Donje Kalifornije. Naraste do 15-20 m (49-66 ft) visine i 3-6 m (10-20 ft) širine, to je zimzelena jednosupnica s navikom rasta poput drveta. Ima čvrsto deblo u obliku stupa i voštano lepezasto (dlanasto) lišće. Washingtonia filifera jedina je palma porijeklom iz zapadnih Sjedinjenih Država i najveća domaća palma u toj zemlji. Primarne populacije nalaze se u pustinjskim obalnim staništima u oazama s izvorima i potocima u pustinji Colorado i na nekoliko raštrkanih lokacija u pustinji Mojave. Također se nalazi u blizini vodotoka u pustinji Sonora duž rijeke Gila, uz rijeku Hassayampa i blizu New Rivera u okrugu Maricopa, te u dijelovima okruga Pima, okruga Pinal, okruga Mohave (uz rijeku Colorado) i nekoliko drugih izolirana mjesta u okrugu Clark, Nevada. Naturalizirana je vrsta u toplim izvorima u blizini Doline smrti i na krajnjem sjeverozapadu Sonore (Meksiko). Također je navodno naturalizirana na Havajima, Američkim Djevičanskim otocima i Australiji (Novi Južni Wales).

## Napomene o uzgoju
W. filifera je dobro prilagođena pustinjskoj klimi. Potrebno je vrlo malo vode, samo jednom mjesečno, a ponekad uopće ne ako ima dovoljno kiše. Kalifornijsku lepezastu palmu najbolje je uzgajati na otvorenim prostorima, s punom izloženošću suncu i dobro dreniranim ilovastim ili pjeskovitim tlima. Tlo koje je previše vlažno može učiniti korijenje osjetljivim na truljenje korijena. Ovo stablo je otporna biljka, a treba izbjegavati temperature ispod 18°F (-7°).

## Etnobotanika
Plodove ove vrste u prehrani kortiste Cahuilla Indijanci u jugoistočnoj Kaliforniji i pleme Cocopa iz Arizone. Mogu se jesti svježi, sušeni, cijeđeni ili konzervirani. Cahuille melju sjemenke u kašu. Završni pupoljci se peku i jedu. Lišće se koristi kao slamnati krov za domove. Vlakna dobivena iz lišća koriste se za izradu užadi i košara. Ove su palme važne domorodačkim narodima u jugozapadnoj Sjevernoj Americi, a neki etnobotaničari vjeruju da je sadašnja rasprostranjenost biljke dijelom povezana s ljudskim rasprostranjenjem.

## Opis
Stablo ima slabo izražene usjeke, pri osnovi je nešto malo šire nego pri vrhu. Listovi su zelene do svetlozelene boje te svi osim vršnih vise. Peteljke su zelene, u mladosti gole, kasnije tu i tamo s bodljama. Segmenti su relativno meki, od polovice se prelamaju, po obodu im se odvajaju pamučasti konci koji ostaju na njima sve do odumiranja listova. Ova palma naraste do visine od 18-20 m. Washingtonia filifera je jednodomna biljka s bijelim cvjetovima koji vise u cvatovima na drškama dugim do 1,5 m. Plodovi su sitne tamnosmeđe bobice, jestive, po ukusu podsjećaju na prave datulje. Otporna je na sušu, ali znatno brže raste uz redovno navodnjavanje. Odgovaraju joj zemljišta i s pH vrijednostima do pH 10. Voli izravno sunce. Korijen joj nije jako osjetljiv, pa se lako presađuje. Jedna je od najrasprostranjenijih palmi na jadranskoj obali.

## Vanjske poveznice
|  | Zajednički poslužitelj ima stranicu o temi Washingtonia filifera    |
|  | Zajednički poslužitelj ima još gradiva o temi Washingtonia filifera |
|  | Wikivrste imaju podatke o taksonu Washingtonia filifera             |